# Aloe peglerae
Aloe peglerae ist eine Pflanzenart der Gattung der Aloen in der Unterfamilie der Affodillgewächse (Asphodeloideae). Das Artepitheton peglerae ehrt die südafrikanische Lehrerin und Naturforscherin Alice Marguerite Pegler (1861–1921).

## Beschreibung

### Vegetative Merkmale
Aloe peglerae wächst stammlos oder sehr kurz stammbildend, ist einzeln oder bildet gelegentlich kleine Gruppen. Der Stamm ist niederliegend. Die etwa 30 lanzettlich spitz zulaufenden Laubblätter bilden dichte Rosetten. Die glauke, zur Spitze hin rötlich werdende Blattspreite ist etwa 25 Zentimeter lang und 7 Zentimeter breit. Die Blätter sind zur Spitze hin einwärts gebogen. An der Blattspitze befindet sich ein stechender Enddorn. Entlang der Mittellinie sind in der Regel wenige rötliche bis braune Stacheln vorhanden, deren Basis weißlich-warzig ist. Auf der Unterseite stehen die Stacheln manchmal in zwei Reihen. Die weißen, rötlich bis braun gespitzten, stechenden Zähne am Blattrand sind bis zu 6 Millimeter lang und stehen 15 Millimeter voneinander entfernt.

### Blütenstände und Blüten
Der einfache Blütenstand erreicht eine Länge von 40 Zentimeter. Die sehr dichten, zylindrische und leicht spitz zulaufenden Trauben sind bis zu 25 Zentimeter lang und 7 bis 8 Zentimeter breit. Die eiförmigen, spitz zulaufenden Brakteen weisen eine Länge von 16 Millimeter auf und sind 7 Millimeter breit. Die meist grünlich cremefarbenen, rötlich überhauchten, bauchigen Blüten stehen an 2 bis 4 Millimeter langen Blütenstielen. Sie sind 26 bis 30 Millimeter lang und an ihrer Basis gerundet. Oberhalb des Fruchtknotens sind die Blüten bis zu Mitte erweitert und dann zu ihrer Mündung verengt. Ihre Perigonblätter sind fast nicht miteinander verwachsen. Die Staubblätter und der Griffel ragen 15 bis 20 Millimeter aus der Blüte heraus. Die tiefpurpurfarbenen Staubblätter besitzen orangefarbene Staubbeutel.

## Systematik, Verbreitung und Gefährdung
Aloe peglerae ist in den südafrikanischen Provinzen Nordwest und Gauteng aufs steinigen, nordwärts gewandten Hängen in Höhen von 1400 bis 1700 Metern verbreitet.
Die Erstbeschreibung durch Selmar Schönland wurde 1904 veröffentlicht.
Aloe peglerae wird in der Roten Liste gefährdeter Arten der IUCN als „Endangered (EN)“, d. h. stark gefährdet eingestuft.

## Nachweise